# Никулинское сельское поселение (Ульяновская область)
Нику́линское се́льское поселе́ние — муниципальное образование в составе Николаевского района Ульяновской области.
Административный центр — село Никулино. Образлвано объединением Ахметлейского, Большечирклейского и Никулинского сельсоветов.

## Население
| 2010  | 2012  | 2013  | 2014  | 2015  | 2016  | 2017  |
| ----- | ----- | ----- | ----- | ----- | ----- | ----- |
| 4797  | ↘4723 | ↘4630 | ↘4550 | ↘4509 | ↘4448 | ↘4379 |
| 2018  | 2019  | 2020  | 2021  |       |       |       |
| ↘4374 | ↘4314 | ↘4218 | ↘3678 |       |       |       |

Татары (85 %), русские, мордва.

## Состав сельского поселения
В состав поселения входят 8 населённых пунктов: 5 сёл, 1 деревня и 2 посёлка.
| № | Населённый пункт | Тип населённого пункта       | Население | Примечание      |
| - | ---------------- | ---------------------------- | --------- | --------------- |
| 1 | Ахметлей         | село                         | 662       | татары          |
| 2 | Большой Чирклей  | село                         | 2605      | татары          |
| 3 | Курмаевка        | село                         | 399       | татары, мордва  |
| 4 | Никулино         | посёлок при станции          | 302       | татары          |
| 5 | Никулино         | село, административный центр | 338       | татары, русские |
| 6 | Булгаковка       | деревня                      | 25        | русские         |
| 7 | Нагорный         | посёлок                      | 237       | татары, русские |
| 8 | Рызлей           | село                         | 229       | русские         |